# Sara Felloni
Sara Felloni (3 ottobre 1972) è un'ex ciclista su strada e pistard italiana, attiva tra le Elite dal 1992 al 2002.
In carriera vinse una tappa al Giro d'Italia nel 2000 e la prima edizione della Primavera Rosa, gara del calendario di Coppa del mondo su strada.

## Carriera
Tra le Juniores conquistò nel 1989 il titolo di Campionessa italiana su strada; tra le Elite si aggiudicò ancora diverse medaglie ai campionati nazionali, sia su strada (nel 1993 e 2000) sia su pista (nella specialità della velocità nel 1993 e 1994 e nella corsa a punti nel 1993 e 1995), senza però mai vestire la maglia tricolore.
Con la divisa del team Acca Due O fu quinta nella classifica conclusiva della Coppa del mondo su strada 1999, vincendo la Primavera Rosa e piazzandosi settima alla Liberty Classic; nel 2000 vinse invece una tappa al Giro d'Italia, sul traguardo di Cordignano, gareggiando per il team Alfa Lum-RSM.
Con la maglia della Nazionale prese parte a tre edizioni dei Campionati del mondo su strada, concludendo al decimo posto (migliore azzurra) l'edizione di Zolder nel 2002; fu al via anche di due edizioni dei Campionati del mondo su pista, piazzandosi settima nella Corsa a punti nella rassegna di Palermo 1994.
Dopo il ritiro è stata assessore al Comune di Fiorenzuola d'Arda e consigliere regionale FCI Emilia Romagna, esercitando inoltre la professione di avvocato.

## Palmarès

### Strada
- 1989 (Juniores)

Campionati italiani, Prova in linea Juniores
- 1997 (Edil Savino, una vittoria)

2ª tappa Giro della Provincia di Pordenone
- 1998 (Edil Savino, due vittorie)

Gran Premio Città di Castenaso
5ª tappa Giro della Toscana
- 1999 (Acca Due O, tre vittorie)

Primavera Rosa
4ª tappa Street-Skills Cycle Classic
6ª tappa Street-Skills Cycle Classic
- 2000 (Alfa Lum R.S.M., due vittoria)

10ª tappa Giro d'Italia (Cordignano > Cordignano)
6ª tappa Giro della Toscana (Campi Bisenzio > Firenze)
- 2001 (Alfa Lum R.S.M., una vittoria)

Durango-Durango Emakumeen Saria

### Pista
- 1989 (Juniores)

Campionati italiani, Velocità Juniores

## Piazzamenti

### Grandi Giri
- Giro d'Italia

1995: 45ª
1996: 65ª
1997: 58ª
1998: 18ª
1999: 29ª
2000: 28ª
2001: 30ª
- Grande Boucle

2001: 38ª
2002: ritirata (?ª tappa)

### Competizioni mondiali
- Campionati del mondo su strada

Valkenburg 1998 - In linea: 50ª
Plouay 2000 - In linea: 34ª
Zolder 2002 - In linea: 10ª
- Campionati del mondo su pista

Hamar 1993 - Corsa a punti: 18ª
Palermo 1994 - Corsa a punti: 7ª
Palermo 1994 - Velocità: 23ª
- Coppa del mondo su strada

1999: 5ª
2001: 12ª